# Jürgen Meißner (Politiker)

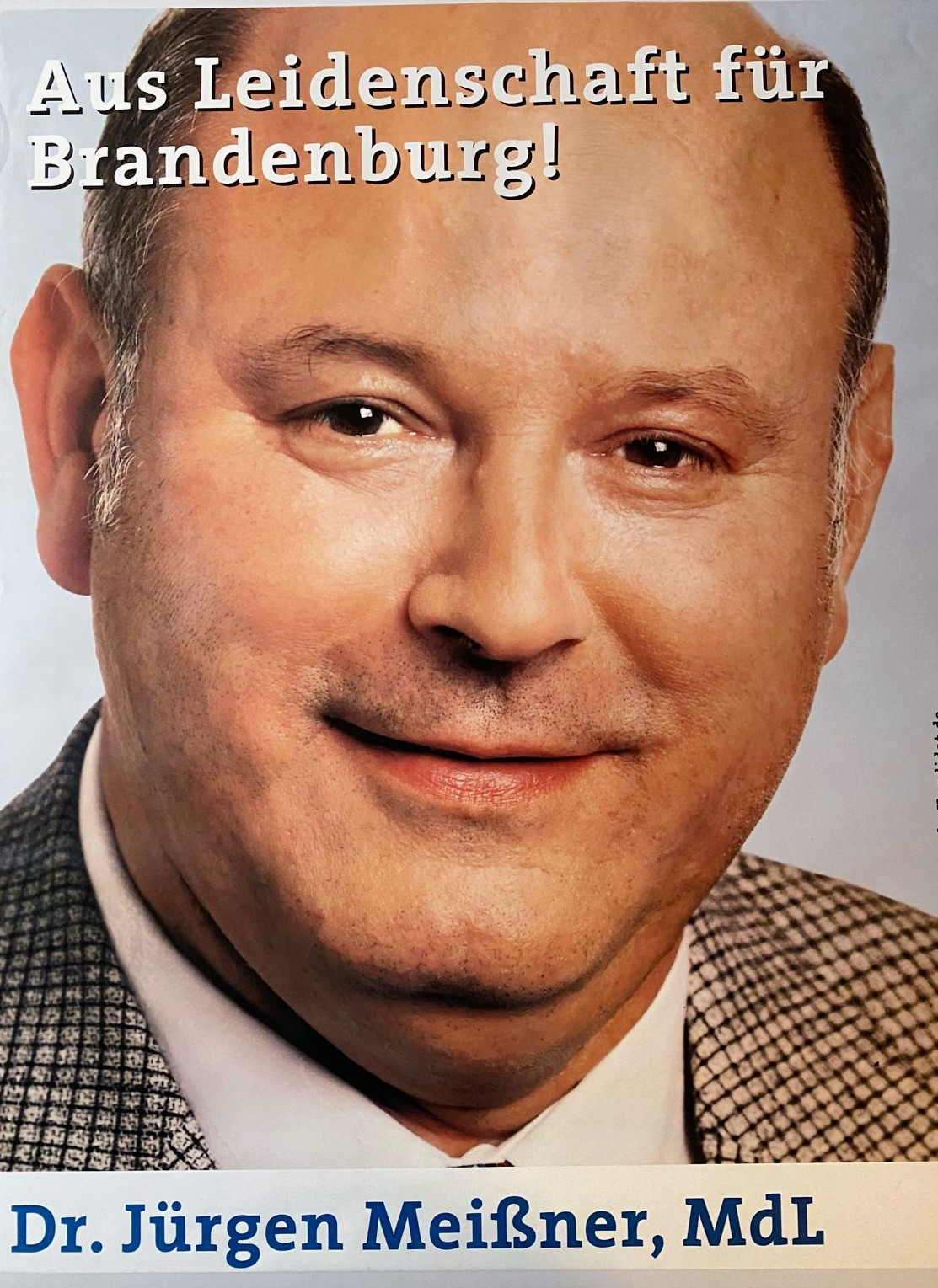
Jürgen Meißner (1994)

Jürgen Meißner (* 18. Juli 1940 in Jürgenfelde, Ostpreußen) ist ein deutscher Landwirt,  Politiker und ehemaliger Funktionär der DDR-Blockpartei DBD. Seit 1990 gehört er der CDU an. Er war von 1976 bis 1990 als Vertreter der DBD Mitglied der Volkskammer der DDR und von 1990 bis 1999 Mitglied des brandenburgischen Landtags.

## Leben und Beruf
Nach dem Abitur absolvierte Meißner von 1960 bis 1966 ein Studium der Landwirtschaft an der Humboldt-Universität zu Berlin, das er mit der Prüfung als Diplom-Landwirt abschloss. Er war von 1966/67 als Leiter für Pflanzenproduktion im VEG Blankenburg und von 1967 bis 1972 als stellvertretender Direktor im VEG Staffelde tätig. Von 1972 bis 1977 fungierte er als Leiter der Kooperativen Abteilung Pflanzenproduktion im VEG Tantow. 1977 übernahm er den dortigen Direktorenposten. 1976 wurde er an biowissenschaftlichen Fakultät der Berliner Humboldt-Universität promoviert (Dissertationsarbeit: Intensivierung der Futterproduktion auf diluvialen Standorten des Nordostens der DDR unter besonderer Berücksichtigung der Luzerne).
Jürgen Meißner ist verheiratet und hat drei Kinder.

## Politik
Meißner trat 1967 der DDR-Blockpartei Demokratische Bauernpartei Deutschlands (DBD) bei. Von 1976 bis 1990 war er Abgeordneter der Volkskammer. Er war stellvertretender Kreisvorsitzender in Angermünde, stellvertretender Bezirksvorsitzender Frankfurt/Oder und Kreisvorsitzender Angermünde seiner Partei. Am 22. April 1990 wurde er zum Vorsitzenden des neugegründeten DBD-Landesverbandes Brandenburg gewählt. Nach der politischen Wende ging 1990 die DBD in der CDU auf. 
1990 wurde Meißner in den Brandenburgischen Landtag gewählt, dem er bis 1999 angehörte. Hier war er von 1990 bis 1994, als er den Wahlkreis Templin I – Angermünde I vertrat, Mitglied des Ausschusses für Ernährung, Landwirtschaft und Forsten. Von 1994 bis 1999, als er den Landtagswahlkreis Uckermark I vertrat, war er Mitglied des Ausschusses für Arbeit, Soziales, Gesundheit und Frauen. Im Landtagswahlkampf 1999 tat Meißner sich als Verfechter des Nationalpark-Projektes Unteres Odertal hervor. Neben seiner Funktion als Landtagsabgeordneter war er Ratsmitglied der Gemeinde Mescherin und Kreistagsmitglied des Landkreises Uckermark.